# Джан Карло Рошони
Джан Карло Рошони (на италиански: Gian Carlo Roscioni) е италиански филолог.

## Биография
Роден е през 1927 година в Рим. Преподава френска литература и е дългогодишен консултант на голямото издателство „Ейнауди“. Автор е на редица монографии в областта на историята на литературата.
Джан Карло Рошони умира на 10 декември 2012 година в Брачано.